# Erich Herzog (Kunsthistoriker)
 Erich Herzog (* 24. April 1917 in Eichstätt; † 21. Oktober 2000 in Kassel) war ein deutscher Kunsthistoriker, und Museumsdirektor. Er war von 1962 bis 1982 Direktor der Staatlichen Kunstsammlungen Kassel.

## Leben und Werk
Erich Herzog wuchs in einem musisch geprägten Elternhaus auf. Er besuchte das Internat und die Oberrealschule in Landshut. Er studierte an der Universität München Kunstgeschichte, Germanistik und Klassische Archäologie. Sein Studium wurde durch den Ausbruch des Zweiten Weltkriegs unterbrochen, den er als Nachrichtensoldat erlebte. Nach der Rückkehr aus amerikanischer Kriegsgefangenschaft setzte er sein Studium in München und zeitweise in Göttingen fort. Zu seinen Professoren zählten unter anderem Hans Jantzen, Georg Graf Vitzthum, Herbert von Einem, Ernst Buschor und Hans Diepolder.
Im Jahr 1947 wurde Herzog mit einer Dissertation zur Spätgotischen Plastik in Eichstätt bei Hans Jantzen promoviert. Ab 1948 arbeitete er als Assistent am Kunstgeschichtlichen Institut der Universität Frankfurt. Er habilitierte sich dort 1952 mit einer Arbeit über Die ottonische Stadt. Ab 1953 hielt er als Privatdozent Vorlesungen am Frankfurter Kunsthistorischen Institut.
Er erhielt ein Stipendium der Ford Foundation und die Gelegenheit im Wintersemester 1958/59 Vorlesungen über die deutsche und französische Kunst des Mittelalters an der University of Chicago zu halten. Die University of Chicago bot ihm 1961 eine Professur an. Gleichzeitig erhielt er das Angebot die Leitung der Staatlichen Kunstsammlungen in Kassel zu übernehmen. Er entschied sich für Kassel und trat seine Stelle am 1. Januar 1962 an.
Unmittelbar nach Amtsantritt veröffentlichte er den programmatischen, sogenannten „Herzog-Plan“, den er öffentlich diskutieren ließ. Dieser Plan sah vor die kulturell und kulturpolitisch seit dem Zweiten Weltkrieg darniederliegende Museumslandschaft Kassel wieder aufleben zu lassen, durch:
- eine angemessene Unterbringung und Präsentation der neun Kunstsammlungen von Kurhessen-Kassel
- eine adäquate personelle und finanzielle Ausstattung durch die öffentlichen Stellen und durch einzuwerbende Drittmittel
- eine Erweiterung der Sammlungen durch private Leihgaben und Zukauf durch Mäzenatenförderung.

Er stellte gleichzeitig einen Museumsplan vor, der von der hessischen Landesregierung verabschiedet und in seiner Amtszeit bis 1982 zu zwei Dritteln verwirklicht wurde:
- Ausbau der kriegszerstörten Teile von Schloss Wilhelmshöhe für die (von ihm konzipierte) Gemäldegalerie Alte Meister. Die Antikensammlung, die Graphische Sammlung. Auch die Bibliothek, die Direktion und Verwaltung wurde dort untergebracht. (Eröffnung im Jahr 1974)
- Ausbau der kriegszerstörten alten Galerie an der Schönen Aussicht in Kassel zur Neuen Galerie für die Präsentation der Malerei und Skulptur von 1750 bis zur Gegenwart unter Vereinigung der staatlichen und städtischen Bestände (Eröffnung im Jahr 1976)
- Ausbau von Schloss Friedrichstein in Bad Wildungen für die Hessische Militär- und Jagdgeschichte und für die Geschichte des Königreichs Westphalen (Eröffnung im Jahr 1980/1982)
- Ausbau der Torwache am Hessischen Landesmuseum Kassel für die kunsthandwerkliche, kunstgewerbliche und Design-Sammlung seit dem 19. Jahrhundert. (Eröffnung im Jahr 1982)

Im Jahr 1982 wurde Erich Herzog vom Land Hessen mit der Goethe-Plakette des Landes Hessen und von der Bundesrepublik Deutschland mit dem Großen Bundesverdienstkreuz ausgezeichnet.
Erich Herzog veröffentlichte zahlreiche Publikationen zur Kunst, Archäologie und Kunstgeschichte. Er war im Aufsichtsrat der documenta-Gesellschaft für die documenta-Ausstellungen: documenta 3 (1964), 4. documenta (1968), Documenta 5 (1972) und documenta 6 (1977) tätig.
Herzog engagierte sich in zahlreichen weiteren Ehrenämtern, unter anderem zehn Jahre als Vorsitzender der Goethe-Gesellschaft Kassel, bei der Wiedergründung des Museumsvereins Kassel im Jahr 1974, bei der Kurhessischen Gesellschaft für Kunst und Wissenschaft und für die Gesellschaft für Christlich-Jüdische Zusammenarbeit Kassel.

## Veröffentlichungen (Auswahl)
- Kurhessische Maler 1800–1850. Hessische Brandversicherungsanstalt, Kassel 1967.